# فيرونيكا تايلور
فيرونيكا تايلور (بالإنجليزية: Veronica Taylor)‏ هي ممثلة صوتية أمريكية معروفة بعملها في الدبلجة في النسخ الإنجليزية للأنمي الياباني، ولدت في 4 ديسمبر 1965 بنيويورك في الولايات المتحدة.

## أعمال

### أفلام
- (2005)  لوكاريو أند ذا مايستري أوف ميو

## وصلات خارجية
- فيرونيكا تايلور على موقع IMDb (الإنجليزية)
- فيرونيكا تايلور على موقع ميوزك برينز (الإنجليزية)
- فيرونيكا تايلور على موقع قاعدة بيانات الفيلم (الإنجليزية)
- فيرونيكا تايلور على موقع ANN person (الإنجليزية)